# リュク・ルブラン
リュク・ルブラン（Luc Leblanc、1966年8月4日 - ）はフランス・リモージュ出身の元自転車競技選手。

## 経歴
11歳のときに自転車競技をはじめ、1987年、東芝チームと契約を結んでプロ転向。1988年にGP西フランス・プルエー、1992年に国内選手権ロードレースを制覇。ツール・ド・フランスにおいても、1991年には第12ステージ後にマイヨ・ジョーヌを獲得。総合最終順位では5位と健闘。
1994年はレースキャリアとして最良の年を迎え、ブエルタ・ア・エスパーニャの山岳賞を獲得。ツールでは総合4位（区間1勝）。そして、8月にイタリアで開催された世界自転車選手権・個人ロードレースでは、地元イタリアのクラウディオ・キアプッチらを退けて優勝を飾った。
ところが、1995年に移籍することになった、「ル・グルプマン」チームが破産。同年7月にイタリアのポルティチームに急遽移籍するも、同年シーズンの大半を棒に振った。
1996年のツールでは総合6位に入ったが、1998年を最後に現役を引退。引退後の2000年10月、1994年シーズン中にエリスロポエチン（EPO）を使用していることを告白した。